# Марьинский (Новокубанский район)
Ма́рьинский — хутор в Новокубанском районе Краснодарского края.
Входит в состав Верхнекубанского сельского поселения.

## Население
| 2002 | 2010 |
| ---- | ---- |
| 690  | ↗754 |

## Улицы
| - ул. Голубая, - ул. Дружбы, - ул. Лесная, - ул. Мира, | - ул. Парковая, - ул. Советская, - ул. Школьная, |